# Saison 3 de Doctor Who, première série
Chronologie
Saison 2 Saison 4
Cet article présente les épisodes de la troisième saison de la première série de la série télévisée Doctor Who.

## Distribution
- William Hartnell : Premier Docteur
- Maureen O'Brien : Vicki (jusqu’à The Myth Makers)
- Peter Purves : Steven Taylor (jusqu’à The Savages)
- Adrienne Hill : Katarina (de The Myth Makers à The Daleks' Master Plan)
- Jackie Lane : Dodo Chaplet (de The Massacre of St Bartholomew's Eve à The War Machines)
- Anneke Wills : Polly (à partir de The War Machines)
- Michael Craze : Ben Jackson (à partir de The War Machines)

## Liste des épisodes
| N°  | Part. | Titre original | Scénario                    | Réalisation                    | Première diffusion au Royaume-Uni | Code | Audience (en millions)                           |
| --- | ----- | --- | --------------------------- | ------------------------------ | --- | ---- | ------------------------------------------------ |
| 018 | 1     | Galaxy 4 Four Hundred Dawns Trap of Steel Air Lock The Exploding Planet (4 épisodes) | William Emms                | Derek Martinus Mervyn Pinfield | 11 septembre 1965 18 septembre 1965 25 septembre 1965 2 octobre 1965 | T    | 9 9,5 11,3 9,9                                   |
| 019 | 2     | Mission to the Unknown | Terry Nation                | Derek Martinus                 | 9 octobre 1965 | T/A  | 8,3                                              |
| 020 | 3     | The Myth Makers Temple of Secrets Small Prophet, Quick Return Death of a Spy Horse of Destruction (4 épisodes) | Donald Cotton               | Michael Leeston-Smith          | 16 octobre 1965 23 octobre 1965 30 octobre 1965 6 novembre 1965 | U    | 8,3 8,1 8,7 8,3                                  |
| 021 | 4     | The Daleks' Master Plan The Nightmare Begins Day of Armageddon Devil's Planet The Traitors Counter Plot Coronas of the Sun The Feast of Steven Volcano Golden Death Escape Switch The Abandoned Planet The Destruction of Time (12 épisodes) | Terry Nation Dennis Spooner | Douglas Camfield               | 13 novembre 1965 20 novembre 1965 27 novembre 1965 4 décembre 1965 11 décembre 1965 18 décembre 1965 25 décembre 1965 1er janvier 1966 8 janvier 1966 15 janvier 1966 22 janvier 1966 29 janvier 1966 | V    | 9,1 9,8 10,3 9,5 9,9 9,1 7,9 9,6 9,2 9,5 9,8 8,6 |
| 022 | 5     | The Massacre of St Bartholomew's Eve War of God The Sea Beggar Priest of Death Bell of Doom (4 épisodes) | John Lucarotti Donald Tosh  | Paddy Russell                  | 5 février 1966 12 février 1966 19 février 1966 26 février 1966 | W    | 8 6 5,9 5,8                                      |
| 023 | 6     | The Ark The Steel Sky The Plague The Return The Bomb (4 épisodes) | Paul Erickson Lesley Scott  | Michael Imison                 | 5 mars 1966 12 mars 1966 19 mars 1966 26 mars 1966 | X    | 5,5 6,9 6,2 7,3                                  |
| 024 | 7     | The Celestial Toymaker The Celestial Toyroom The Hall of Dolls The Dancing Floor The Final Test (4 épisodes) | Brian Hayles Donald Tosh    | Bill Sellars                   | 2 avril 1966 9 avril 1966 16 avril 1966 23 avril 1966 | Y    | 8 9,4 7,8                                        |
| 025 | 8     | The Gunfighters A Holiday for the Doctor Don't Shoot the Pianist Johnny Ringo The O K Corral (4 épisodes) | Donald Cotton               | Rex Tucker                     | 30 avril 1966 7 mai 1966 14 mai 1966 21 mai 1966 | Z    | 6,5 6,6 6,2 5,7                                  |
| 026 | 9     | The Savages (4 épisodes) | Ian Stuart Black            | Christopher Barry              | 28 mai 1966 4 juin 1966 11 juin 1966 18 juin 1966 | AA   | 4,8 5,6 5 4,5                                    |
| 027 | 10    | The War Machines (4 épisodes) | Ian Stuart Black Kit Pedler | Michael Ferguson               | 25 juin 1966 2 juillet 1966 9 juillet 1966 16 juillet 1966 | BB   | 5,4 4,7 5,3 5,5                                  |